# La Huasteca 1.ª Sección
La Huasteca 1.ª Sección es una localidad del municipio de Centro ubicado en la subregión centro del estado mexicano de Tabasco.

## Geografía
La localidad de La Huasteca 1.ª Sección se sitúa en las coordenadas geográficas 17°47′49″N 92°56′33″O / 17.796944, -92.942500, a una elevación de 20 metros sobre el nivel del mar.

## Demografía
Según el Censo de Población y Vivienda 2020, efectuado por el Instituto Nacional de Estadística y Geografía, la localidad de La Huasteca 1.ª Sección tiene 888 habitantes, de los cuales 416 son del sexo masculino y 472 del sexo femenino. Su tasa de fecundidad es de 2.11 hijos por mujer y tiene 257 viviendas particulares habitadas.
| Gráfica de evolución demográfica de La Huasteca 1.ª Sección entre 1950 y 2020 |
|                                                                               |
| INEGI.                                                                        |